# Кошова (річка)
Кошова́ — річка на півдні України, права протока Дніпра.
Починається відразу ж біля Херсона, в районі річкового вокзалу. Місце відгалуження р. Кошової від Дніпра прийнято вважати вершиною дніпрової дельти. В районі селища Дніпровське річка розділяється на два рукави та утворює острів Рожок, близько кілометра завдовжки.

## Етимологія
Назва річки походить від титулу виборної службової особи Запорозькій Січі (XVI-XVIII ст.) - кошовий отаман (кошовий). Назва річки є свідченням перебування у цій місцевості запорізьких козаків ще задовго до заснування Херсона.

За іншою версією, у XVIII ст. на Карантинному острові, який раніше мав назву Кошовий, розташовувався кіш - козацький військовий табір. Це й дало назву річці, що обтікала острів.

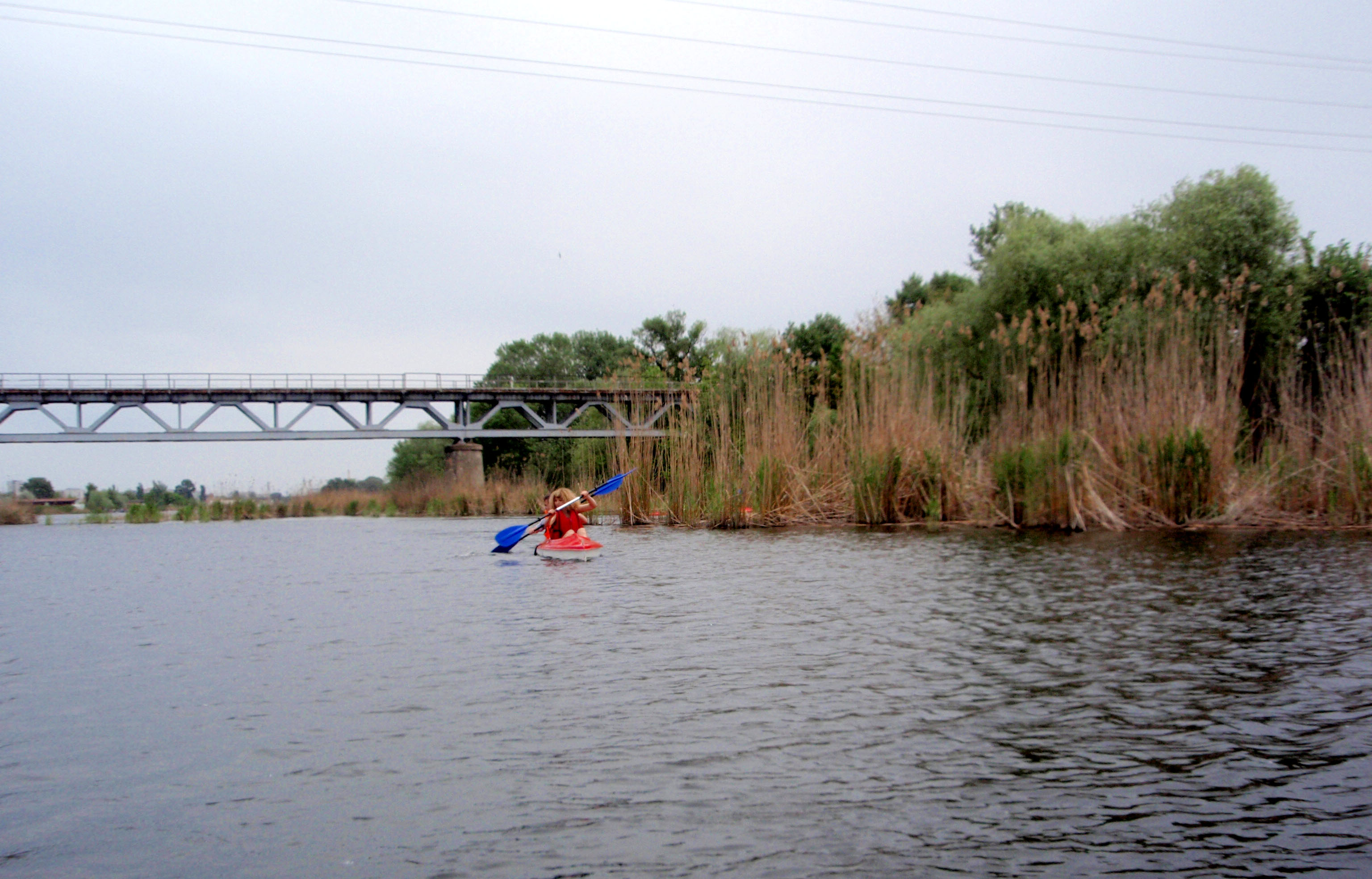
Веслувальники на р. Кошовій (на задньому плані - газопровід мікрорайону "Корабел")

## Іхтіофауна
В даний час в річці Кошовій постійно мешкають або тимчасово заходить понад 70 видів риб. З них найчастіше зустрічаються пузанок, тюлька, щука, тараня, головень, бобирець, в'язь, краснопірка, жерех, вівсянка, лин, верховодка, плоскирка, лящ, рибець, чехоня, гірчак, карась, короп, в'юн, сом, колючка, іглиці, атерина, сонячна риба, судак, окунь, йорж, бички.

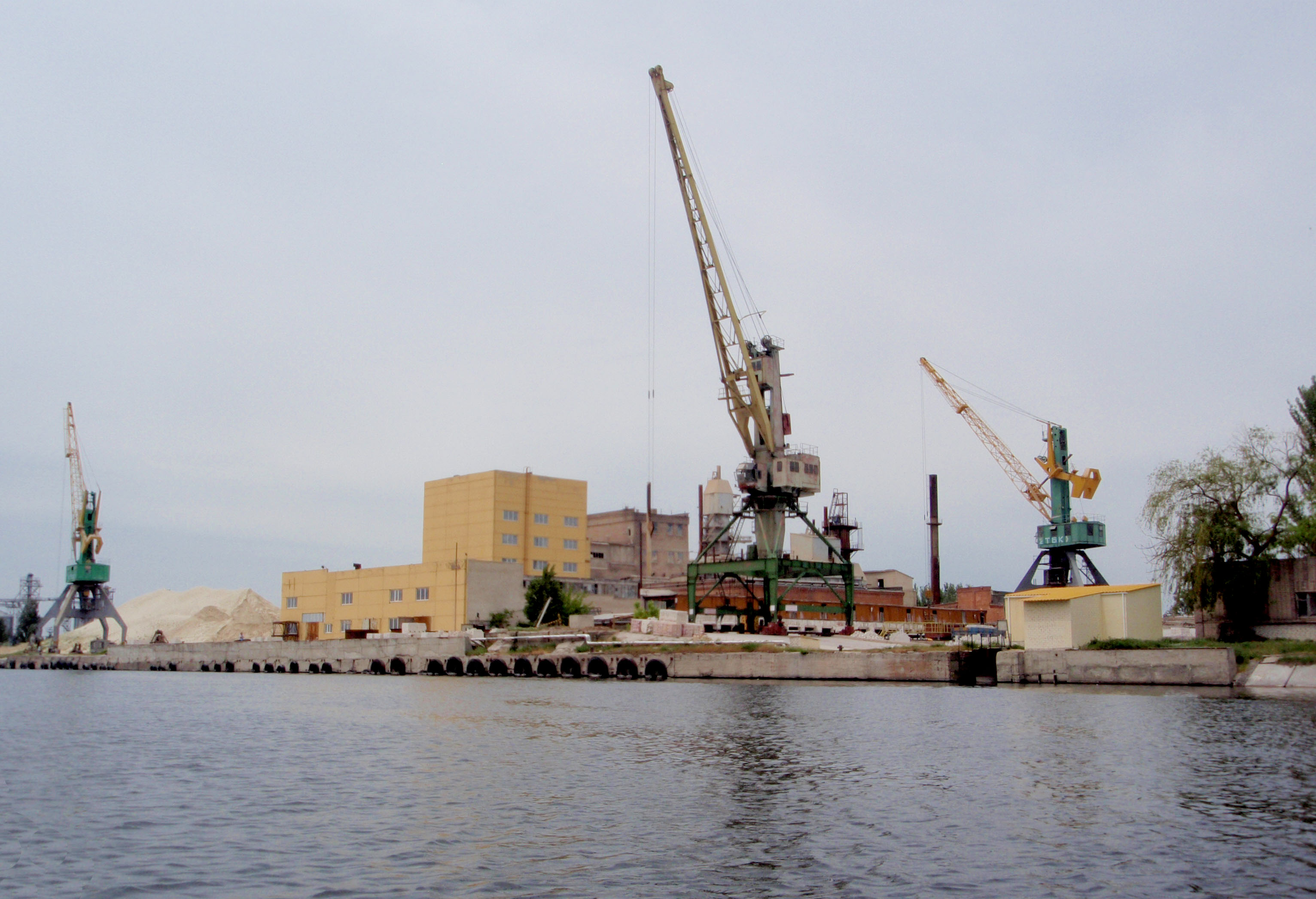
Силікатний завод на березі Кошової, 2010 р.

## Екологія
На екологічний стан Кошової безпосередньо впливають розміщені на її берегах підприємства промисловості й транспорту: ХДЗ "Паллада", Суднобудівний судноремонтний завод, Силікатний завод, Херсонський річковий порт та ін. Зокрема, в 1999 році суднобудівний завод скинув в річку Кошову 11,4 тис.м3 стоків, разом з якими в річку попало 6,2 тон забруднюючих речовин.
У квітні 2010 р. на водній поверхні річки була зафіксована двокілометрова масляна пляма. За однією з версій, нафтопродукти  скинули  із суден, що перебували на рейді в річковому порту. Але найбільшою небезпекою для якості дніпровських вод є зливова (дощова) система каналізації міста Херсона, води якої поступають в річку без якогось чищення. Відведення зливових вод з міста здійснюється за допомогою 14 випусків, з яких 6 скидають воду безпосередньо в Кошову.

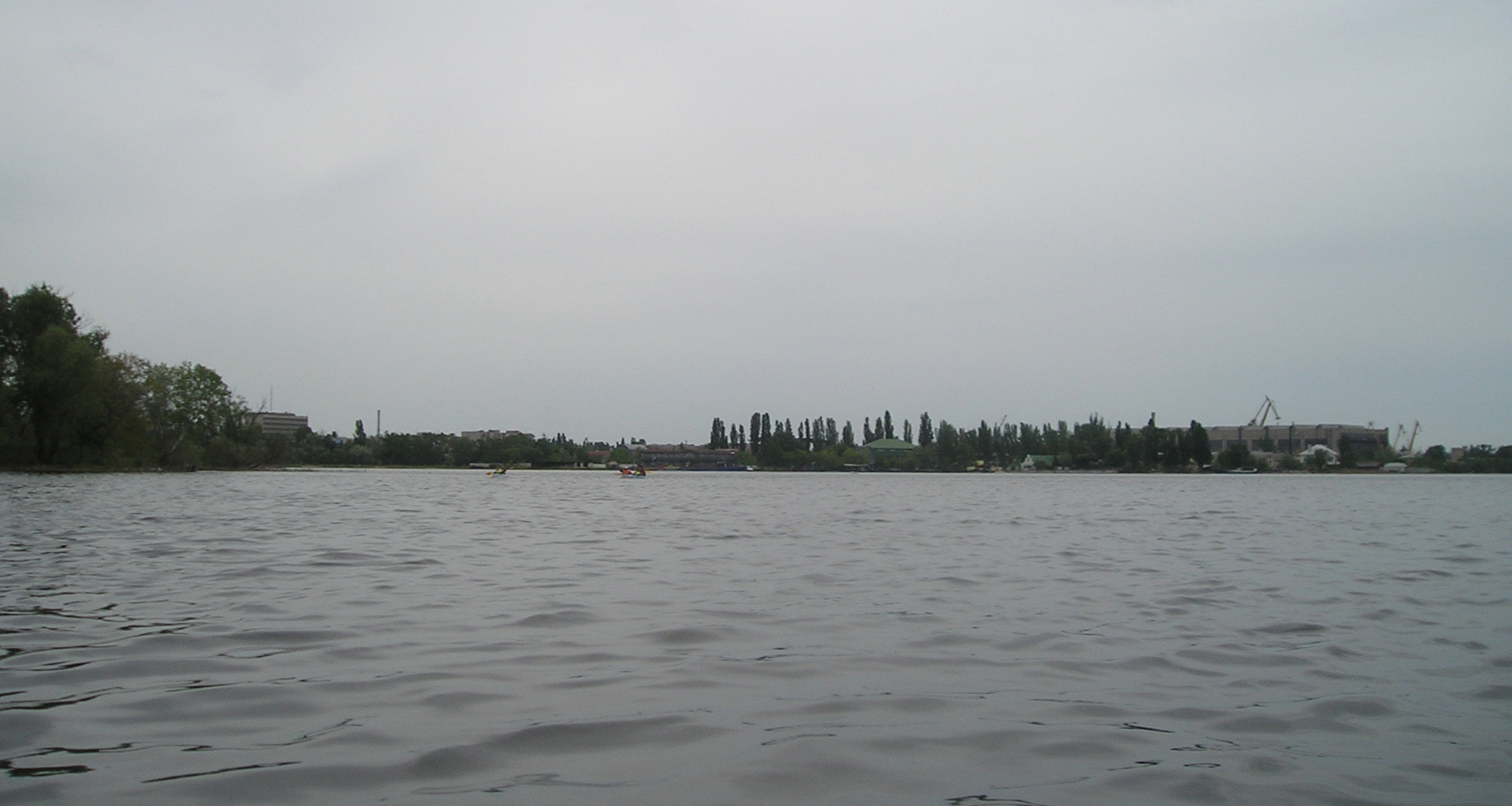
Місце з'єднання Кошової з Дніпром

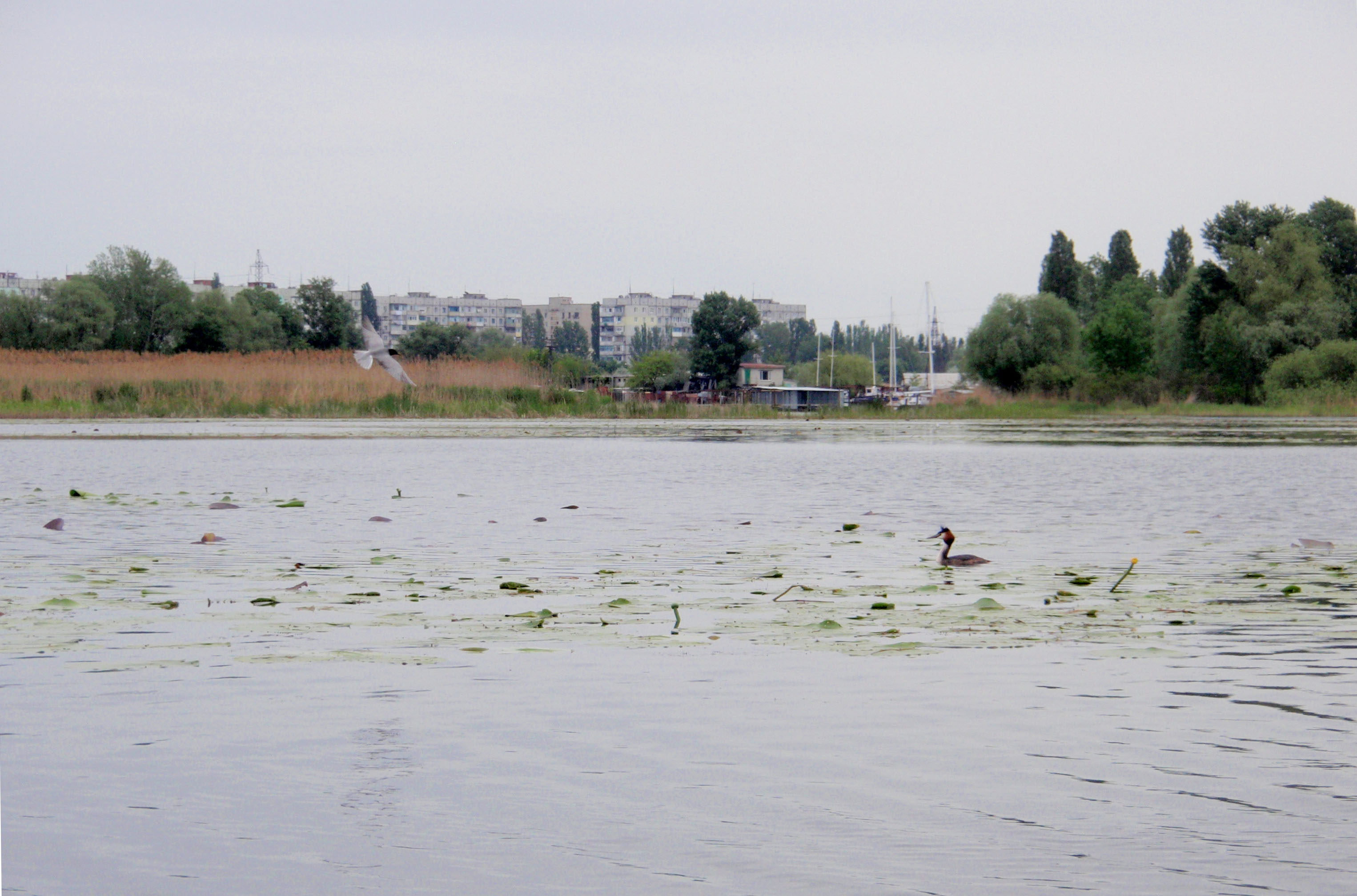
Річка Кошова біля Херсона

## Притоки
- Вірьовчина (річка)
- Чичковате (озеро)
- Чичужате (озеро)

## Населені пункти
- Херсон
- Дніпровське

## Річка Кошова в культурі
Я люблю Херсон - зелене місто
За степи, за молоду траву,
Що у нас шумить трикутне листя,
Як ідеш на річку Кошову.
Арон Копштейн “Вірш про Миколаїв і Херсон”
Тим я виріс до всього цікавий,
Що в дитинстві моїм в далині,
На Волохинській вулиці трави
Устеляли дорогу мені,
Що в затонах ріки Кошової
На світанку я рибу вудив
І цвітіння весни степової
Я на ціле життя полюбив.
Арон Копштейн “Батьківщина”